# Longitarsus cyaneus
Longitarsus cyaneus es una especie de insecto coleóptero de la familia Chrysomelidae. Fue descrita científicamente en 1996 por Medvedev.